# Malin Harders
Malin Harders, född Fransson 19 maj 1968 är en svensk volleybollspelare.
Hon spelade 77 landskamper med Sveriges damlandslag i volleyboll och vann SM-guld 1994 med Vallentuna VBK. Förutom med Vallentuna spelade hon med Hawaii Rainbow Wahine i samband med att hon studerade vid University of Hawaii